# Flavius Theodorus Philoxenus Soterichus Philoxenus

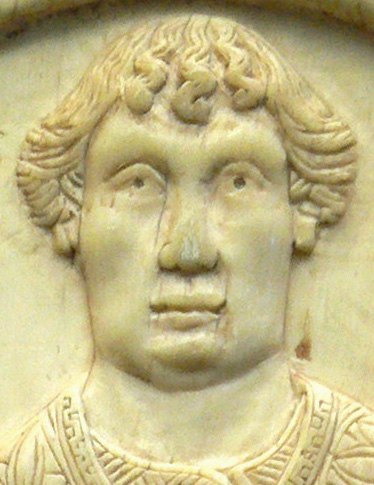
Porträt des Philoxenus, aus dem Konsulardiptychon

Flavius Theodorus Philoxenus Soterichus Philoxenus war ein spätantiker oströmischer Politiker des 6. Jahrhunderts.
Sein primärer Name war wohl Theodorus Philoxenus, während Soterichus Philoxenus möglicherweise ein Verweis auf seinen Vater war. Er war comes domesticorum (Kommandant der kaiserlichen Leibgarde) unter Kaiser Justin I.; und diente zwischen 491 und 518 als magister militum per Thracias (Heermeister von Thrakien). Im Jahr 525 wurde er  Konsul.
Anlässlich dieses Amtes als Konsul ließ er vier Konsulardiptycha anfertigen, von denen eines  sich in der Bibliothèque Nationale de France befindet. Die Inschrift auf dieser Elfenbeintafel, sowohl auf Griechisch als auch auf Latein, lautet: τουτὶ τὸ δῶρον τῇ σοφῇ γερουσίᾳ ὕπατος ὑπάρχων προσφέρω Φιλόξενος („Dieses Geschenk widme ich, Philoxenus, als Konsul dem weisen Senat.“) und listet seine Titel: vir illustris, comes domesticorum, ex magistro militum per Thraciam und consul ordinarius auf.